# Małgorzata Zajączkowska
Małgorzata Zajączkowska, ps. Margaret Sophie Stein (ur. 31 stycznia 1956 w Warszawie) – polska aktorka teatralna i filmowa.

## Życiorys
Absolwentka warszawskiej PWST (1979). Debiutowała w Teatrze Narodowym za dyrekcji Adama Hanuszkiewicza, występowała też w Teatrze Telewizji. 
W 1981 r. pojechała w odwiedziny do szkolnej koleżanki Joanny Pacuły, która przebywała w Paryżu i podczas tego pobytu zaskoczyło ją wprowadzenie stanu wojennego. Do Stanów Zjednoczonych przyjechała w 1984 r. Za rolę w filmie Wrogowie studio Fox zgłosiło ją do nominacji do Oscara w kategorii najlepsza rola drugoplanowa, ale nie znalazła się na liście nominowanych. Brak nominacji dla Zajączkowskiej krytykowali wówczas m.in. New York Times i Roger Ebert. Paulowi Mazursky'emu do roli poleciła ją Agnieszka Holland. Po sukcesie filmu wystąpiła m.in. u Woody Allena w Strzałach na Broadwayu i komedii romantycznej Nieodparty urok, a także w telenoweli Wszystkie moje dzieci. W latach 1990. uznała jednak, że role, na których by jej zależało, są poza jej zasięgiem i wróciła do Polski.
Uczyła w warszawskiej Akademii Teatralnej i w Studio Teatralnym przy Teatrze Żydowskim.

## Filmografia
- 1976: Zdjęcia próbne − uczestniczka zdjęć próbnych
- 1979: Własna wina − znajoma Piotra rozmawiająca z pisarzem
- 1980: Constans − Grażyna
- 1980: Królowa Bona − Bogna, dworka Barbary Radziwiłłówny (odc. 7, 8 i 10)
- 1980: Bo oszalałem dla niej − Alina, dziewczyna poznana w pociągu
- 1980: Bez miłości − Marianna Skoczek
- 1980: Bajki na dobranoc − Krystyna Janicka
- 1981: Dziecinne pytania − dziewczyna
- 1981: Z dalekiego kraju − zakonnica
- 1982: Epitafium dla Barbary Radziwiłłówny − Bogna
- 1982: Danton − służąca Duplay
- 1982: Balles perdues − Lucienne
- 1988: Mistrz i Małgorzata − kobieta w teatrze „Variete” (odc. 1)
- 1989: Wrogowie − Jadwiga
- 1991: Sarah, plain and tall − Maggie Grant
- 1993: Skylark − Maggie
- 1994-1997: Wszystkie moje dzieci − Corvina Lang
- 1994: Seasons of the heart
- 1994: Strzały na Broadwayu − Lili
- 1998: A will of their own − pani Krakowski
- 1999: Nieodparty urok − pani Mueller
- 2000: Żółty szalik − sekretarka Ewa
- 2000: Sukces − Wanda Szarecka
- 2001: Więzy krwi − Danuta Dyka
- 2001: Miasteczko − psychoterapeutka (odc. 40-41, 46)
- 2002: Psie serce − Misia (odc. 2)
- 2002: Pani Basia, pani Róża − pani Basia
- 2002, 2009–2010, 2012, 2014, 2016: Na dobre i na złe − Irena Kozioł
- 2003: Tak czy nie? − Anna Melanowska
- 2003: Pogoda na jutro − Renata Kozioł
- 2004-2010: Złotopolscy − Magdalena Ordyńska-Złotopolska
- 2004: Pensjonat pod Różą − Teresa Białkowska (odc. 24)
- 2004: Lokatorzy − jako pani Zofia (odc. 192)
- 2005−2006: Magda M. − Halina Czerska
- 2005: Podróż Niny − Lucyna Pelikan
- 2006: Wszyscy jesteśmy Chrystusami − pielęgniarka
- 2007: Ekipa − minister spraw zagranicznych
- 2008−2009: Teraz albo nigdy! − matka Andrzeja
- 2009: Naznaczony − jako Wanda, matka Basi (odc. 11)
- 2009: Rewizyta − pielęgniarka Grażyna
- 2009: Janosik. Prawdziwa historia − matka Janosika
- 2009: Janosik. Prawdziwa historia − matka Janosika
- 2009: Moja krew − lekarka wykonująca USG
- 2010: Hotel 52 − Dama z fretką (odc. 7)
- 2010: Ojciec Mateusz − Małgorzata Czarnocka (odc. 58)
- 2010: Chichot losu − Irena Konieczna, matka Joanny (odc. 6, 8 i 11)
- 2011: Wszyscy kochają Romana − Hanna, matka Doroty (odc. 7)
- 2011: Uwikłanie − naczelnik w prokuraturze
- 2012−2013: Przyjaciółki − Zofia Matysiak, matka Piotra
- 2012: Misja Afganistan − Katarzyna Konaszewicz, matka Pawła (odc. 1, 5 i 13)
- 2012: Jesteś Bogiem − matka Justyny
- 2013: Wałęsa. Człowiek z nadziei − sprzedawczyni
- 2013: Prawo Agaty − mecenas Rybińska (odc. 40, 41 i 44)
- 2013: Komisarz Alex − Małgorzata Marczak (odc. 41)
- 2013: 2XL − Marta Dec, matka Agaty
- 2013: Hotel 52 − matka Karoliny (odc. 86)
- 2014: Karuzela – Anna
- 2014: Na krawędzi 2 – akuszerka Aleksandra Radomska
- 2015: Noc Walpurgi – Nora Sedler
- 2016−2017: Druga szansa – Nina Iwaniuk, mama Justyny
- 2016: Zaćma – siostra Benedykta
- 2019: Echo serca – Pola Borska , matka Magdaleny (odc. 10, 19)
- 2020: Polizeiruf 110: Heilig sollt ihr sein! – Agnieszka Raczek, matka komisarza Adama Raczka (Kriminalhauptkommissar Adam Raczek)
- 2024: Lepiej późno niż wcale – Antonina

- 2021: Moje wspaniałe życie – Babcia

## Polski dubbing
- 2003: Fałszywa dwunastka − Kate Baker
- 2004: Shrek 2 − królowa Lillian
- 2005: Lassie − Daisy
- 2006: Krowy na wypasie − pani Beady
- 2007: Shrek Trzeci − królowa Lillian
- 2007: Harry Potter i Zakon Feniksa gra komputerowa − Dolores Umbridge
- 2008: Horton słyszy Ktosia − Kangurowa
- 2009: Gwiazda Kopernika − Barbara, matka Mikołaja
- 2010: Shrek Forever − królowa Lillian
- 2010: Harry Potter i Insygnia Śmierci: Część I gra komputerowa − 
  - Dolores Umbridge,
  - Portret
- 2016: BFG: Bardzo Fajny Gigant – królowa